# Płomienniczek ziarnisty
Płomienniczek ziarnisty (Flammulaster granulosus (J.E. Lange) Watling) – gatunek grzybów należący do rzędu pieczarkowców (Agaricales).

## Systematyka i nazewnictwo
Pozycja w klasyfikacji według Index Fungorum: Flammulaster, Tubariaceae, Agaricales, Agaricomycetidae, Agaricomycetes, Agaricomycotina, Basidiomycota, Fungi.
Po raz pierwszy opisał go w 1940 r. Jakob Emanuel Lange, nadając mu nazwę Naucoria granulosa. Obecną, uznaną przez Index Fungorum nazwę, nadał mu Roy Watling w 1986 r. Pozostałe synonimy:
- Flocculina granulosa (J.E. Lange) P.D. Orton 1960
- Phaeomarasmius granulosus (J.E. Lange) Singer 1951

Nazwę polską zaproponował Władysław Wojewoda w 2003 r.

## Morfologia
Trzon
Średnica 3–25 mm, początkowo półkulisty, ciemnobrązowy, potem rozszerzający się do falisto-płasko-wypukłego z szerokim garbkiem lub płaski, w środku ciemnobrązowy, ciemnoczerwonobrązowy i nieco jaśniejszy na brzegu, jasnobrązowy. Okazy młode w stanie suchym całkowicie ciemn z ziarnistą powierzchnią, później wyraźnie ziarniste tylko w środku.
Blaszki
15–28, l = 1–5, średnio gęste, wykrojone, zbiegające z zębem lub bez zęba, brzuchate lub nie, o szerokości do 2,5 mm, początkowo jasnobrązowe, później brązowe do pomarańczowo-brązowych, z nieregularną, białą, kłaczkowatą krawędzią (pod lupą).
Trzon
Wysokość 13–40 mm, grubość 0,2–3,5 mm, cylindryczny lub lekko poszerzony na wierzchołku, pusty. Powierzchnia na wierzchołku brązowa i drobno owłosiona (pod lupą), w dolnej części ciemnobrązowa i w dolnych 2/3 lub 3/4 luźno włóknisto-kłaczkowata.
Miąższ
Tej samej barwy co powierzchnia. Zapach niewyraźny, grzybowy, lekko przypominający zapach pelargonii. Smak niewyraźny, łagodny.
Cechy mikroskopowe
Bazydiospory 7,5 – 10,5 × 4–5,5 μm, Q = 1,65–2,0, w widoku z boku wrzecionowato-migdałkowate z zagłębieniem nad wyrostkiem wnęki, zlewającym się wyrostkiem wnęki, w widoku z przodu o szerokości 4–5,5 μm, lekko wrzecionowate do podłużnych, bez pory kiełkowej, brązowe, umiarkowanie grubościenne. Podstawki 22–40 × 6–8 μm, 4-zarodnikowe, niektóre również 2-zarodnikowe. Cheilocystydy 25–75 × 3–9 μm, wąsko butelkowate do wąsko cylindrycznych, nieregularnie wygięte w części wierzchołkowej, szkliste, cienkościenne. Skórka kapelusza zbudowana z łańcuchów 10–30 przeważnie kulistych do podłużnych elementów z pogrubioną ścianą i silnie inkrustowanych brązowym pigmentem. Skórka trzonu na szczycie z kaulocystydami podobnymi do cheilocystyd, w dolnej części z luźno ułożonymi cylindrycznymi strzępkami z dość krótkimi elementami, grubościennymi, inkrustowanymi brązowym pigmentem.

## Występowanie i siedlisko
Najwięcej stanowisk podano w Europie, poza nią nieliczne w Ameryce Północnej i Azji. W Europie jest szeroko rozprzestrzeniony, ale rzadki. W piśmiennictwie naukowym na terenie Polski do 2003 r. podano trzy stanowiska, w późniejszych latach następne.
Naziemny saprotrof. Występuje w lasach, zwłaszcza bukowych, na dość bogatych, gliniastych glebach, przeważnie w grupach.